# Jack Fairman
Jack Fairman (n. 15 martie 1913, Horley, Anglia, Regatul Unit al Marii Britanii și Irlandei – d. 7 februarie 2002, Rugby, Anglia, Regatul Unit) a fost un pilot de Formula 1. De-a lungul carierei a luat startul în 12 curse, niciuna din pole-position. Nu a câștigat nicio cursă și nu a terminat niciodată pe podium, acumulând 5 puncte în întreaga activitate ca pilot de Formula 1.